# Richland (New Jersey)
 (août 2025).
Pour les articles homonymes, voir Richland.
Richland est une census-designated place située dans le comté d'Atlantic, dans l’État du New Jersey, aux États-Unis. Lors du recensement de 2020, elle compte 623 habitants.